# Phaethornithinae
Phaethornithinae Jardine, 1833 è una sottofamiglia di uccelli della famiglia Trochilidae.

## Descrizione
Al pari degli altri colibrì sono uccelli di piccolissima taglia; si differenziano dalle specie della sottofamiglia Trochilinae per il piumaggio meno appariscente e per un dimorfismo sessuale meno marcato.

## Biologia
La maggior parte delle Phaethornithinae hanno una dieta prevalentemente nettarivora, nutrendosi principalmente del nettare dei fiori del genere Heliconia, e in misura minore insettivora.

## Distribuzione e habitat
L'areale della sottofamiglia Phaethornithinae si estende dal Messico meridionale al Sud America, sino all'Argentina settentrionale.

## Tassonomia
La sottofamiglia comprende i seguenti generi e specie:
- Ramphodon Lesson, 1830
  - Ramphodon naevius (Dumont, 1818) - eremita seghettato
- Eutoxeres Reichenbach, 1849
  - Eutoxeres aquila (Bourcier, 1847) - falcetto codabianca
  - Eutoxeres condamini (Bourcier, 1851) - falcetto codacamoscio
- Glaucis F.Boie, 1831
  - Glaucis dohrnii (Bourcier & Mulsant, 1852) - eremita uncinato
  - Glaucis hirsutus (Gmelin, JF, 1788) - eremita pettorossiccio
  - Glaucis aeneus Lawrence, 1868 - eremita bronzeo
- Threnetes Gould, 1852 (3 spp.)
  - Threnetes ruckeri (Bourcier, 1847) - barbuto codafasciata
  - Threnetes niger (Linnaeus, 1758) - barbuto fuligginoso
  - Threnetes leucurus (Linnaeus, 1766) - barbuto codachiara
- Anopetia Simon, 1918
  - Anopetia gounellei (Boucard, 1891) - eremita codamacchiata
- Phaethornis Swainson, 1827
  - Phaethornis yaruqui (Bourcier, 1851) - eremita baffibianchi
  - Phaethornis guy (Lesson, 1833) - eremita verde
  - Phaethornis hispidus (Gould, 1846) - eremita barbabianca
  - Phaethornis longirostris (Delattre, 1843) - eremita codalunga occidentale
  - Phaethornis mexicanus Hartert, E, 1897 - eremita del Messico
  - Phaethornis superciliosus (Linnaeus, 1766) - eremita codalunga orientale
  - Phaethornis malaris (Nordmann, 1835) - colibrì del sole beccolungo
  - Phaethornis syrmatophorus Gould, 1852 - eremita panciafulva
  - Phaethornis koepckeae Weske & Terborgh, 1977 - eremita di Koepcke
  - Phaethornis philippii (Bourcier, 1847) - eremita beccoaguzzo
  - Phaethornis bourcieri (Lesson, 1832) - eremita beccodritto
  - Phaethornis anthophilus (Bourcier, 1843) - eremita panciachiara
  - Phaethornis eurynome (Lesson, 1832) - eremita golasquamata
  - Phaethornis pretrei (Lesson & Delattre, 1839) - eremita di Planalto
  - Phaethornis augusti (Bourcier, 1847) - eremita capocenere
  - Phaethornis subochraceus Todd, 1915 - eremita panciacamoscio
  - Phaethornis squalidus (Temminck, 1822) - eremita golascula
  - Phaethornis rupurumii Boucard, 1892 - eremita del Rupununi
  - Phaethornis longuemareus (Lesson, 1832) - eremita minore
  - Phaethornis idaliae (Bourcier & Mulsant, 1856) - eremita minuto
  - Phaethornis nattereri Berlepsch, 1887 - eremita golacannella
  - Phaethornis ruber (Linnaeus, 1758) - eremita rossastro
  - Phaethornis stuarti Hartert, E, 1897 - eremita cigliabianche
  - Phaethornis atrimentalis Lawrence, 1858 - eremita golanera
  - Phaethornis aethopygus Zimmer, JT, 1950 - eremita di Tapajos
  - Phaethornis striigularis Gould, 1854 - eremita golastriata
  - Phaethornis griseogularis Gould, 1851 - eremita mentogrigio